# Mot framtiden
Mot framtiden är en svensk kortfilm från 1952 i regi av Rune Lindström.

## Om filmen
Filmen beställdes av Sveriges socialdemokratiska arbetareparti och premiärvisades i augusti 1952. Inspelningen av filmen skedde med ateljéfilmning vid Nordisk Tonefilms ateljéer i Stockholm av Elner Åkesson. 

## Rollista (i urval)
- Kenne Fant - Folke, långtradarchaufför
- Barbro Nordin - Inga, hans fästmö
- Oscar Ljung - Arvid Andersson
- Ragnvi Lindbladh - Margit, Arvids fru, Folkes syster
- Axel Högel - Melkersson, pensionär
- Rune Lindström - flyktingarbetare i Hamburg
- Emy Hagman - affärsbiträdet
- Ingrid Borthen - kaptenskan Gregerholm
- Hjördis Petterson - fru Melkersson
- Åke Jensen - kapten Gregerholm
- Paul Höglund - långtradarchaufför, Folkes arbetskamrat
- Stig Johanson - mjölkutköraren i affären
- Erik Rosén - läkaren
- Bror Axel Söderlundh - körledaren valborgsmässokören
- Carl Ström - förstamajtalaren

## Musik i filmen
- Bollelåten (Lätt som en svala jagar över rågen flög mina tankar), musikbearbetning Lille Bror Söderlundh, instrumental
- Marie, sång Paul Höglund
- Vårsång (Glad såsom fågeln), sång Skutskärs manskör
- Hjärtats saga, sång Paul Höglund
- L' Internationale (Internationalen), instrumental
- Arbetets söner (Vindarnas kör), sång Paul Höglund, Oscar Ljung, Kenne Fant, Birgit Nordin och Axel Högel